# Heinrich Ruppel
Heinrich Ruppel (* 8. November 1886 in Neukirchen; † 17. November 1974 in Ziegenhain) war ein deutscher Schriftsteller. Der hessische Dichter verfasste Erzählungen, Schnurren und Schwänke.

## Leben
Ruppel entstammte einem kleinbäuerlichen Heim. Nach Abschluss der Volksschule in Neukirchen besuchte ab 1901 die Präparandenanstalt in Herborn und danach das Lehrerseminar in Dillenburg und wurde danach im Jahre 1907 Lehrer in der Volksschule in Haunetal-Wetzlos. 1911 wurde er Präparandenlehrer in Homberg (Efze), und 1912 trat er eine Stelle als Taubstummenlehrer in Homberg an. In der Anfangsphase des Ersten Weltkriegs 1914 diente er als Soldat in Polen und Belgien, wurde dann aber wegen seines Asthmaleidens ausgemustert.  
Ruppel schrieb schon früh Gedichte; als Soldat begann er auch Prosa zu verfassen. Sein erster Balladenband, Aus Herz und Heimat, erschien 1914. In seiner Freizeit schrieb Ruppel Laienspiele, volkskundliche Abhandlungen, Erzählungen aus dem bäuerlichen und handwerklichen Milieu und auch aus der Welt gehörloser Menschen. Teilweise schrieb er in hessischer Mundart. In den 1920er Jahren gab Ruppel zusammen mit Johann Heinrich Schwalm die Monatsschrift Heimat Schollen in Melsungen heraus.
Im Jahr 1937 wurde Ruppel von der nationalsozialistischen Regierung des Gaues Kurhessen suspendiert bzw. in den Ruhestand versetzt. Privat unterrichtete er in den nächsten Jahren mit Genehmigung die „halbjüdische“ gehörlose Esther Abraham. Im November 1938 wurde er Beamter auf Widerruf und war dann bis 1947 Lehrer und Leiter der „Homberger Heimschule für Waisen und Kinder in Fürsorgeerziehung“, einer Gebärdensprachenschule in Homberg. Ruppels Rolle und Stellung zum Nationalsozialismus ist trotzdem unklar. Im von der Kreisleitung der NSDAP Fritzlar-Homberg herausgegebenen Heimatgruß aus dem Chattengau verfasste er Beiträge für die Soldaten an der Front. Laut Dreytza und Fäcke (2002) kritisierte Ruppel den „Führer“ und versuchte vergeblich, die Deportation von Kindern aus der Heimschule nach Hadamar zu verhindern. 
Im September 1945 wurde Ruppel von der amerikanischen Militärregierung zum Schulrat für den Kreis Fritzlar-Homberg ernannt. Er eröffnete die Schulen des Landkreises. Dann legte er jedoch sein Amt nieder, weil er ein durch den „Feind“ verliehenes Amt als nicht sehr ehrenvoll erachtete. Er arbeitete daraufhin als Taubstummen-Oberlehrer, bis er nach einer Stimmbandoperation in den Ruhestand ging, den er in Homberg verbrachte.

## Ehrungen
Straßennamen im Frielendorfer Ortsteil Leuderode, im Haunetaler Ortsteil Neukirchen und im Homberger Stadtteil Wernswig erinnern an Heinrich Ruppel. Seit 2008 ist in der Homberger Kernstadt ein Verkehrskreisel vor seinem ehemaligen Wohnhaus nach ihm benannt. Die Benennung einer Schule wurde aufgrund seines Verhaltens während der Zeit des Nationalsozialismus von Lehrer- und Elternschaft abgelehnt, da Ruppel in einem Schreiben Adolf Hitler als den von Gott gesandten Führer bezeichnet hatte. Trotzdem beschloss die Stadtverordnetenversammlung am 14. September 2007 die Namensgebung des Verkehrskreisels. Am 29. Mai 2008 erfolgte die offizielle Umbenennung.

## Werke (Auswahl)
Ruppel verfasste „Die Michaelisbraut von Guxhagen“. Die Erzählung spielt im Kloster Breitenau während des Siebenjährigen Kriegs. „Helle Herzkammern“ erschien 1924.
- Aus Herz und Heimat Balladen und Lieder Homberg Ruppel 1914 ...
- Aus Mutters Märchentruhe Märchen Rätsel und Reime Bilder ...
- Burgen überm Bauernland
- Das Bild der Mutter Kassel Thiele & Schwarz 1961 77 S
- Das christliche Jahr
- Der Schelm im Volk Einige Schock Schwänke Schnurren und ...
- Der dunkle Weg Balladen
- Die zu Häupten Frührot haben
- Eva Zäuners Weg und andere Erzählungen
- Geliebte Heimaterde
- Glücksvogel Drei Volkserzählungen Melsungen Bernecker 1921 ...
- Helle Herzkammern Melsungen Bernecker 1924 223 S
- Henn Laudenbachs Heimkehr Melsungen Bernecker 1921 80 S
- Hossisch Musseganden V'rzällongen üs Niederhessen Ill v W ...
- Humor in der Schule Lustige Begebenheiten aus dem Schulleben
- Ilona sucht eine Heimat Ein Flüchtlingsschichsal Mels ...
- Im Schutz der Schauenburg, oder ein Kriegsgefangener wird wieder Mensch, Bilder aus dem Leben eines Hessischen Dorfes (Hoof), Heimatschollen Verlag A. Bernecker Melsungen, Die Laienbühne Heft 3
- Käuze und Kerle Schwänke Schnurren und Anekdoten Gesammelt ...
- O du heller Heimatsommer!
- Rhönbauern Erzählungen Melsungen Bernecker oJ 120 S
- Rhönbauern und andere Geschichten Mbg Elwert 1919 94 S
- Schnurrant aus Hessenland: Schwänke, Schnurren und Schnitzen in Mundarten der Heimat. Gesammelt und herausgegeben mit Johann Heinrich Schwalm. Melsungen: Bernecker, 1933.
- Sohn der Erde
- Tu deinen Mund auf für die Stummen Geschichten aus stiller ...